# Kvačice
Kvačice je část města Uherský Ostroh v okrese Uherské Hradiště. Nachází se na východě Uherského Ostrohu. Je zde evidováno 235 adres. Trvale zde žije 560 obyvatel.
Kvačice je také název katastrálního území o rozloze 4,1 km2.